# Bogoszló
Bogoszló (1899-ig Boguszlavicz, szlovákul Trenčianske Bohuslavice) község Szlovákiában, a Trencséni kerületben, a Vágújhelyi járásban.

## Fekvése
Vágújhelytől 4 km-re északkeletre, a Vág jobb oldalán.

## Története
A község területén már az újkőkorszakban éltek emberek, a vonaldíszes kerámiák népének bosáci típusú leleteit találták itt meg. A bronzkorban a hallstatti kultúra bronzeszközei kerültek elő. A 9. századból származó sírokat is találtak a községben.
1208-ban „villa Buczlai” néven az esztergomi káptalan oklevelében említik először. 1436-ban „Boguslawicz”, 1450-ben „Bohwzlawycz”, 1481-ben „Bohwzlawicze” alakban szerepel. A Bohuslaviczky és Maloveczky családok birtoka volt. 1598-ban 20 háza állt. A 18. századtól az Erdődyeké. 1720-ban 15 adózó háztartás volt a településen. 1784-ben 29 házában 44 családban 207 lakos élt itt.
A 18. század végén Vályi András így ír róla: „BOHUSZLAVITZ. Tót falu Trencsén Vármegyében, földes Ura Gróf Erdődy Uraság, a’ kinek szép Kastéllyával, és a’ mellette lévő halmon gyönyörűségesen intéztetett szép kertel díszesíttetik. Lakosai katolikusok, fekszik Vág vizén belöl Bosatzához közel, mellynek filiája. Nevezete Isteni tiszteletet tészen totúl, határbéli földgyének termékeny voltához, ’s szomszédságbéli jó piatzozásához képest, első Osztálybéli.”
1828-ban 39 háza és 300 lakosa volt. Lakói mezőgazdasággal, szőlőtermesztéssel foglalkoztak.
Fényes Elek 1851-ben kiadott geográfiai szótárában így ír a faluról: „Bohuzlavicz, tót falu, Trencsén vmgyében, Beczkóval áltellenben a Vágh jobb partján, egy szép vidéken. Ékesiti kastélya, s egy kies dombon elterült kertje. Számlál 334 k. lak. Földje termékeny; rétje, legelője jó, erdeje is van. Ut. post. Trencsén.”
A trianoni békéig Trencsén vármegye Trencséni járásához tartozott.
A háború után lakói mezőgazdasági napszámosok voltak. 1928 körül kőbánya, később téglagyár nyílt a településen.

## Népessége
| Év:            | 1994. | 2004.   | 2014.   | 2024.   |
| -------------- | ----- | ------- | ------- | ------- |
| Emberek száma: | 913   | 947     | 908     | 915     |
| Eltérés:       |       | +3,72 % | -4,11 % | +0,77 % |

| Év:            | 2023. | 2024.   |
| -------------- | ----- | ------- |
| Emberek száma: | 940   | 915     |
| Eltérés:       |       | -2,65 % |

1880-ban 365 lakosából 324 szlovák, 22 német és 1 magyar anyanyelvű volt.
1890-ben 378 lakosából 349 szlovák, 18 német és 1 magyar anyanyelvű volt.
1900-ban 413 lakosából 399 szlovák, 8 magyar, 6 német és 10 egyéb anyanyelvű volt.[forrás?]
1910-ben 465 lakosából 402 szlovák, 37 magyar, 21 német és 5 egyéb anyanyelvű; ebből 434 római katolikus, 20 izraelita és 11 evangélikus vallású volt.
1921-ben 454 lakosából 451 csehszlovák és 3 állampolgárság nélküli; ebből 431 római katolikus, 12 evangélikus, 10 izraelita és 1 egyéb vallású volt.
1930-ban 492 lakosából 490 csehszlovák, 1 magyar és 1 állampolgárság nélküli; ebből 463 római katolikus, 26 evangélikus, 1 görög katolikus és 2 egyéb vallású volt.
2001-ben 932 lakosából 911 szlovák volt.
2011-ben 899 lakosából 854 szlovák és 1 magyar volt.
2021-ben 968 lakosából 926 szlovák, 1 (+1) magyar, 13 (+1) egyéb és 28 ismeretlen nemzetiségű volt.

## Nevezetességei
- Kápolnája az európai rokokó művészet egyik legjelentősebb alkotása, freskóit Franz Anton Maulbertsch bécsi festőművész festette. A kápolna az Erdődyek 1763-ban épített hajdani kastélyának maradványa. Mennyezetképeit Jozef Hanula restaurálta.